# Avant que le ciel n'apparaisse
Pour plus de détails, voir Fiche technique et Distribution.
Avant que le ciel n'apparaisse est un film français réalisé par Denis Gheerbrant et sorti en 2021.

## Synopsis
Une horde de chevaux à moitié sauvages, des historiens qui chantent des chants de la guerre coloniale contre l'Empire russe, des jeunes qui dansent sur la place publique, des villageois qui se bricolent leur musée : tout un peuple qui se souvient dans une petite république du Caucase. Et tout au long, le peintre Rouslan Tsrimov nous guide dans la manière de vivre et la forme de pensée des Nartes, ancêtres mythiques, telles que la rapporte leur épopée.

## Fiche technique
- Titre : Avant que le ciel n'apparaisse
- Réalisation : Denis Gheerbrant
- Scénario : Denis Gheerbrant, Lina Tsrimova
- Idée originale : Frédérique Longuet-Marx
- Son : Bachir Khatsouk, Dominique Vieillard
- Montage : Denis Gheerbrant
- Production : Malfamé - Les Films d'ici
- Producteurs : Walid Bekhti, Yannis-Zaccharie Bekhti, Sherianne Leïla Bekhti, Richard Copans
- Pays d'origine : France
- Genre : Documentaire
- Durée : 85 minutes